# Lucía Martínez (Musikerin)

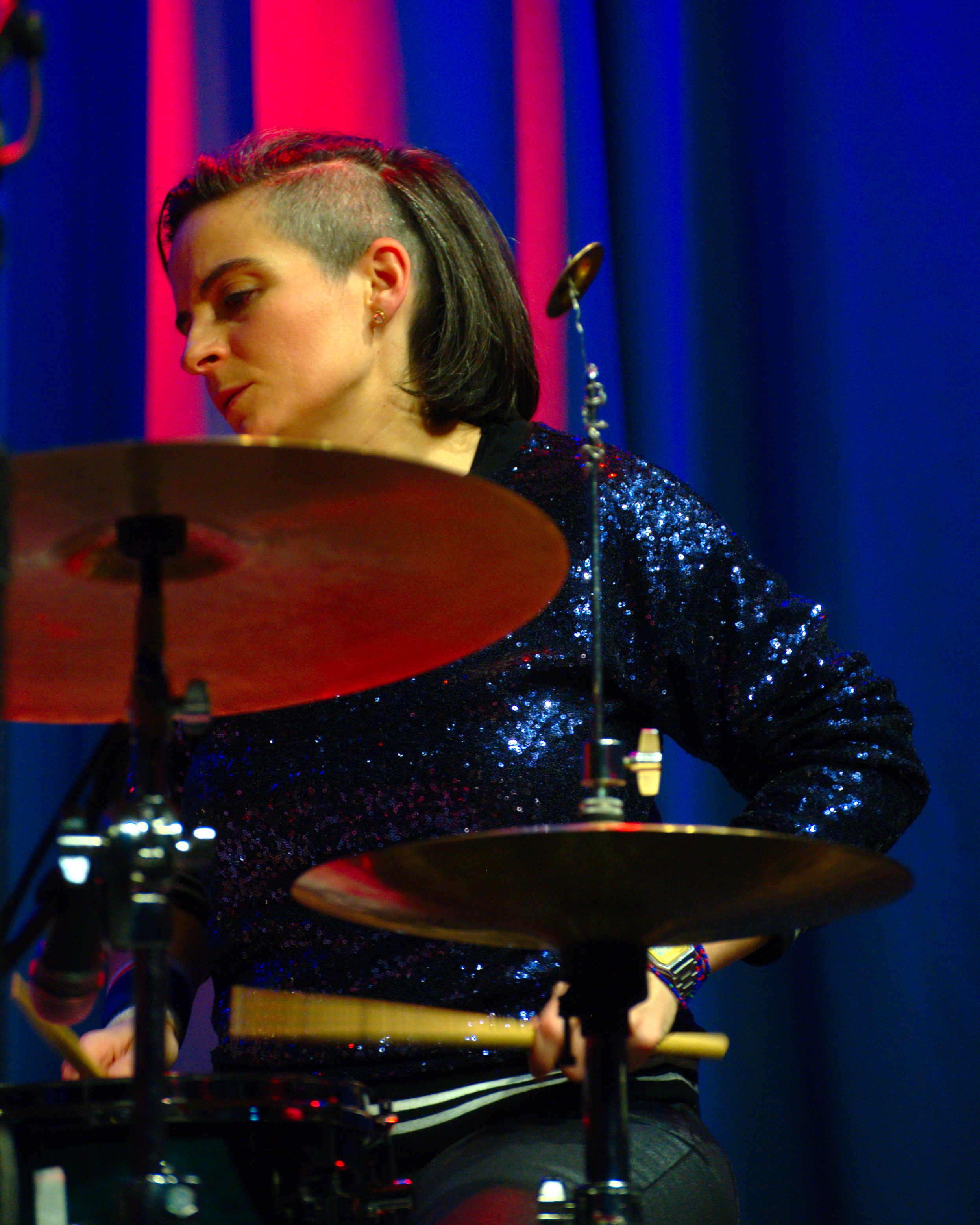
Lucía Martínez beim Konzert mit Agustí Fernández beim just music ‘17 - Beyond Jazz Festival (2017)

Lucía Martínez Alonso (* 15. März 1982 in Vigo, Galicien) ist eine spanische Schlagwerkerin und Komponistin.

## Leben und Wirken
Martínez begann im Alter von neun Jahren ein Studium der traditionellen Percussion und Drehleier, an der Volkshochschule von Vigo, wo sie in Kontakt mit Musikern aus der Folklore und der mündlichen Überlieferung kam. 1998 machte sie das Abschluss-Diplom in klassischer Orchester-Perkussion und die Solistenprüfung in Klassischer Perkussion in der Guildhall School of Music and Drama in London. 2005 beendete sie das Bachelor-Studium in klassischer Perkussion am Conservatorio Superior de Musica de Vigo, 2004/05 praktizierte sie beim Orchester Real Filarmonía de Galicia. Sie hat an klassischem Perkussionsunterricht teilgenommen und viele Konzerte mit dem Orchester gespielt.
Neben der klassischen Ausbildung hat sie sich auf Vibraphon, Schlagzeug und Jazz-Komposition konzentriert. Im Jahr 2006 absolvierte sie das Studium Bachelor in Jazz Schlagzeug an der Escola Superior de Música e Artes do Espectáculo in Porto. Im selben Jahr studierte sie Vibraphon und Jazz-Schlagzeug mit dem Erasmus-Programm am Polytechnischen Institut von Helsinki Stadia. In Berlin erwarb sie 2009 den Master in Jazz-Komposition an der Universität der Künste im Jazz-Institut Berlin mit der Gesamtnote Sehr Gut. Sie hat auch an Seminaren über Big Band, Komposition, Vibraphon und Schlagzeug in Italien, Portugal, Spanien und England teilgenommen. Einige ihrer Lehrer waren Michael Lauren, John Hollenbeck, Kurt Rosenwinkel, Jerry Granelli, Jeff Davis, Dave Samuels, John Riley, Garrison Fewell, Dave Friedman und Severy Pysalo.
Martínez spielt im Projekto Miño des Bassisten Baldo Martínez, im Schlagzeug-Quartett Tim Tim por Tim Tum und im MBM Trio mit Baldo Martínez und Antonio Bravo. Sie hat die Bühne mit vielen Musikern aus den Bereichen Jazz, Folk, traditionelle Musik, klassische Musik geteilt, u. a. mit Maria João, Perico Sambeat, Carlos Bica, Jason Lindner, Alan Ferber, Alexander von Schlippenbach, Sebastian Schunke, OJM (Orquestra de Jazz de Matosinhos – Portugal), Laszlo Süle, Imaxinasons Orchestra, Royal Philharmonic of Galicia, Uxía Senlle, Mercedes Peón, Rodrigo Romaní, Xabier Díaz und Defne Şahin. Gemeinsam mit Lina Allemano, Els Vandeweyer und Maike Hilbig bildete sie das Quartett Dead Leaf Butterfly, dessen Album Ontmoeting von der Kritik herausgestellt wurde.
Martínez hat weltweit auf Festivals gespielt, darunter das Festival Interceltique de Lorient (Frankreich), Folk Festival (Cannes, Frankreich), Dranouter Music Festival (Belgien), Celtic Connections (Glasgow, Schottland), Festival des Meeres Musik (Cartagena – Spanien), Festival Ortigueira (Galicien), VIII Encuentro de Música Antiga de Loulé (Portugal), Festival Imaxinasons (Vigo), Jazz-Festival von Vila Real, Jazz Festa do São Luiz do (Lisboa), Festival de Jazz de Primavera (Madrid), JazzFest Berlin, Festival de jazz de Mallorca und Tanger-Jazz.

## Werk
Martínez’ Werk ist geprägt von Erfahrungen im Bereich der klassischen Musik, Weltmusik und dem Jazz. Ihr Stil ist geprägt von der Folkmusik Galiciens, vom Flamenco und den Klängen des Mittelmeerraumes, die sich mit der neuen Musik der europäischen Avantgarde verbinden. Sie leitet ihr eigenes Quartett Lucía Martínez Cuarteto und das Lucía Martínez Berliner Projekt Azulcielo. Beide Gruppen interpretieren ihre Kompositionen.
 Ferner komponiert sie Musik für Film und schreibt für Big Bands.
Soños e Delirios, ihr 2009 bei Nuba Records/Karonte erschienenes und mit ihrer eigenen Band aufgenommenes Debüt-Album  war als bestes Jazz-Album des Jahres 2009 in Spanien nominiert und kam in die engste Auswahl der Finalisten. Das Album Lucia Martinez Berliner Projekt AzulCielo erschien Ende 2011 in Deutschland mit ihrem eigenen Quintett. Im Jahr 2014 hat Martínez die CD De viento y de sal mit ihrem portugiesischen Quartett veröffentlicht. Im selben Jahr steuert sie nachträglich die Filmmusik bei für die 1987 von der DEFA produzierte Kurzfassung von Friedrich Wilhelm Murnau's Nosferatu - Eine Symphonie des Grauens (1921) mit dem Alternativtitel Nosferatu: Im Schloß des Vampirs (Länge: 27 Minuten) als Bonusmaterial einer neu erscheinenden Deluxe Edition des Stummfilmklassikers als DVD.

## Preise und Auszeichnungen
Martínez gewann im Mai 2007 die beiden ersten Preise sowohl als bester Musiker als auch als beste Band beim San Luiz Jazz Fest in Lissabon.

## Diskografische Hinweise
- Lucía Martínez, Agustí Fernández, Barry Guy: Bosque de Niebla (Fundacja Słuchaj! 2022)
- Baldo Martínez / Juan Saiz / Lucía Martínez: Frágil Gigante (Leo Records 2020)
- Uwe Oberg / Joe Fonda / Lucía Martínez: Relight (Not Two Records 2019)
- Irene Aranda, Germán Díaz, Lucía Martínez: Tribus (2016)
- Lucia Martinez & Agustí Fernández: Desalambrado (Pasoancho 2015)
- Lucía Martínez Cuarteto: De viento y de sal (Karonte/NubaRecords, 2014)
- Shotgun Chamber Trio: Themes and Dances (Meta Records 2014, mit Hannes Buder, Oleg Hollmann)[2]
- Lucía Martínez Berliner Projekt: AzulCielo (Karonte/NubaRecords, 2011, mit Ludwig Hornung, Viktor Wolf, Silke Lange, Marc Muellbauer)
- MBM TRIO (Xingra/Karonte, 2011)
- Soños e Delirios (Karonte/NubaRecords, 2009)